# Cyclopina arenicola
Cyclopina arenicola – gatunek widłonoga z rodziny Cyclopinidae. Opisał go w 1961 roku rumuński zoolog Corneliu Pleșa, nadając mu nazwę Microcyclopina arenicola.